# 九龍巴士39A線
九龍巴士39A線是香港一條來往荃灣西站與荃威花園的循環巴士路線，以荃灣西站公共運輸交匯處為總站，於1984年2月6日因應九龍巴士39M線縮短路線而自之分拆並投入服務。路線取道大河道、楊屋道、聯仁街、關門口街、青山公路－荃灣段、荃景圍、安賢街、美環街、西樓角路、蕙荃路、廟崗街、城門道與沙咀道，由九龍巴士（一九三三）有限公司營運，全程收費為港幣$5.1，並設有由荃灣富華街往荃威花園的$4.3分段收費。

## 歷史
1981年10月4日，39B線投入服務，循環來往柴灣角（西）與荃灣碼頭，途經楊屋道、古坑道與沙咀道，以取代九龍巴士46B線在荃景圍的服務。1982年5月15日，39B線荃灣碼頭方向繞經西樓角路。翌日，由於地下鐵路荃灣綫通車、荃灣站公共運輸交匯處啓用，39B線的路線編號更改為39M，並取消循環運作、在荃灣碼頭方向於荃灣站公共運輸交匯處增設停站，並改為直接途經大河道，而不再繞經楊屋道、古坑道及沙咀道。8月20日，39M線柴灣角（西）方向也繞經荃灣站公共運輸交匯處，並在該處增設停站。1983年12月22日，由於荃灣運輸綜合大樓啓用，39M線的荃灣碼頭巴士總站遷往荃灣運輸綜合大樓。
1984年2月6日，39M線縮短至荃灣站公共運輸交匯處，而來往柴灣角（西）與荃灣碼頭的服務則由分拆出來、沿襲原39M線走線的39A線取代。同年7月6日，由於荃灣站公共運輸交匯處更改行車方向，39A線荃灣碼頭方向改經西樓角路與大河道。1986年11月10日，39A線改為循環線，並以荃灣碼頭為總站。1989年2月27日，柴灣角（西）巴士總站改以荃威花園命名。1999年8月22日，39A線荃灣碼頭方向改經美環街，而不再經青山公路－荃灣段。
2003年10月26日，包括39A線在內的以荃灣碼頭為總站或途經荃灣碼頭的巴士路線遷往荃灣西站公共運輸交匯處設站，以配合九廣西鐵於當年末通車，39A線的尾班車時間亦延遲至凌晨00:35開出。九廣西鐵於同年12月20日通車，39A線遂增設與九廣西鐵的$1八達通轉乘優惠。2006年4月14日，39A線大幅改道，荃威花園方向改經楊屋道、聯仁街、關門口街與青山公路－荃灣段返回原路線，而荃灣西站方向則改經西樓角路、蕙荃路、廟崗街、城門道、關門口街與沙咀道返回原路線。39A線於2010年7月31日增設空調巴士服務，並於2012年5月7日提升為全空調服務。2017年7月1日，為配合九龍巴士專營權延續，39A線增設由荃灣富華街往荃威花園的單向分段收費，以與39M線在同一路段的收費看齊。2024年3月17日，39A線增設與九龍巴士42C線、過海隧道巴士934線兩條路線的轉乘優惠。

## 服務時間及班次
39A線每日均提供不疏於25分鐘一班車的服務，列表如下：
| 服務時間＼班次 | 星期一至五 （分鐘） | 星期六、日及公眾假期 （分鐘） |
| -------------- | ------------------- | ----------------------------- |
| 05:50－06:40   | 25                  | 25                            |
| 06:40－07:15   | 15－20              | 25                            |
| 07:15－08:45   | 20                  | 25                            |
| 08:45－09:55   | 20                  | 20                            |
| 09:55－11:10   | 25                  | 20                            |
| 11:10－23:25   | 20                  | 20                            |
| 23:25－23:50   | 20                  | 25                            |
| 23:50－00:40   | 25                  | 25                            |

## 收費
39A線的全程收費為港幣$5.1，並設有由荃灣富華街往荃威花園的$4.3分段收費，惟用車抵達荃威花園總站後便會還原全程收費。39A線設有12歲以下小童及65歲或以上長者半價優惠，當中60歲－64歲香港居民、65歲或以上長者與合資格殘疾人士如以指定八達通繳付39A線的車資，均可享有長者及合資格殘疾人士公共交通票價優惠計劃提供的$2票價優惠。乘客登車時需以現金或八達通卡繳付車資，不設找贖；而每位成人乘客可免費帶同最多兩名四歲以下而且不佔座位的兒童乘車。此外，乘客亦可透過多元化電子支付系統（e度嘟）繳付車資，乘客使用此付款方式不能享有與非九龍巴士／龍運巴士路線之轉乘優惠，亦不能享有「公共交通費用補貼計劃」及「長者及合資格殘疾人士乘車優惠計劃」。

### 轉乘優惠
39A線與42C線設轉乘優惠，東行可僅須繳付$5.8的車費由39A線轉乘42C線，而西行則可免費由42C線轉乘39A線。此外，39A線也與934線與龍運巴士A線設$4.8的雙向轉乘優惠。

## 走線及停站

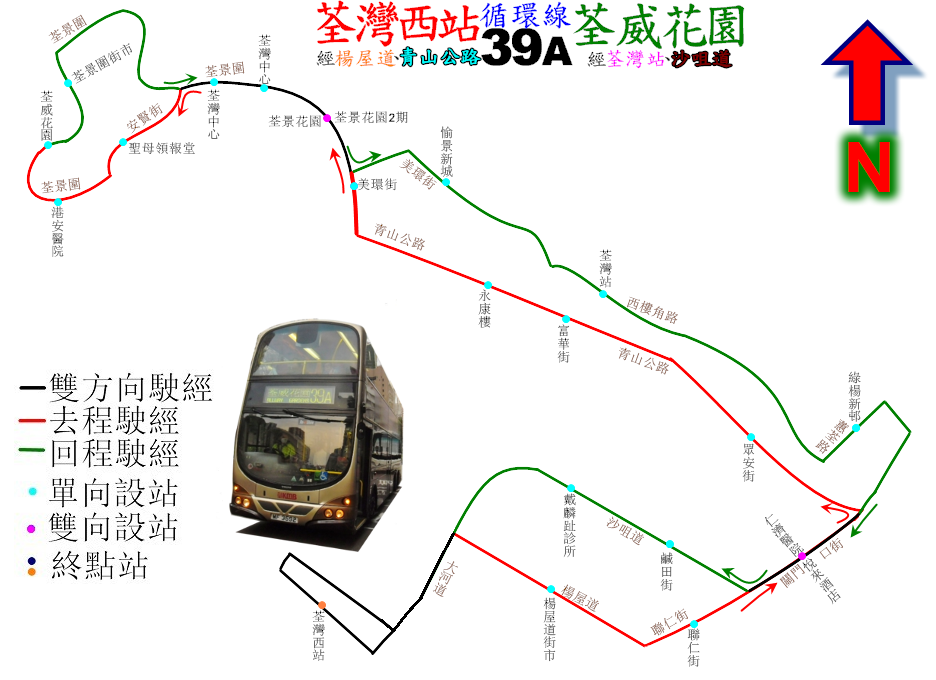
39A線走線圖

39A線由荃灣西站公共運輸交匯處開出，經大河道、楊屋道、聯仁街、關門口街、青山公路－荃灣段、荃景圍、安賢街、荃景圍、美環街、西樓角路、蕙荃路、廟崗街、城門道、關門口街、沙咀道與大河道返回荃灣西站公共運輸交匯處，屬循環運作，具體停站請參考資訊框。

## 使用狀況
自從39A線在2006年大幅改道後，介乎荃灣西站及荃景圍之間需繞經楊屋道（去程）／沙咀道（回程）、仁濟醫院及眾安街（去程）／綠楊新邨（回程）往返，迂迴的走線難以吸引荃景圍乘客利用此路線前往荃灣西站。此後，運輸署曾於《2013－2014年度巴士路線發展計劃》、《2021－2022年度巴士路線計劃》與《2024－2025年度巴士路線計劃》三度提及有關39A線的服務狀況，而39A線的最繁忙一小時內的載客率在2013年、2020年與2024年分別為74%、69%與60%。運輸署在前兩次提及時均欲使39A線再次改道，其中2013年的計劃提議39A線把總站與循環點對調，往荃灣西站方向改為直接途經大涌道與海興路，而2021年的計劃則提議39A線恢復大幅改道前的走線，惟兩次提議最終均作罷。